# شعبية مرزق
محافظة مرزق هي محافظة تقع في جنوب ليبيا. عاصمتها مرزق المركز أو المدينة.

## من مدنها
- مرزق
- القطرون
- زويلة
- تراغن
- أم الأرانب
- تساوة

## أهم المناطق داخل المحافظة
- مرزق المدينة
- وادي عتبة
- زويلة
- القطرون
- أم الأرانب
- البيضان
- بندليف
- غواط
- مغوة
- معفن
- القليب
- جيزاو
- فنقل
- حج حجيل
- إدليم
- تراغن
- الزيتونة
- مجدول
- تمسة
- تجرهي
- السبيطات